# ベルンハルト・ランガー
ベルンハルト・ランガー（Bernhard Langer、1957年8月27日 - ）は、旧西ドイツ・アンハウゼン出身のプロゴルファーである。1985年と1993年の2度、マスターズ・トーナメントで優勝し、ドイツ人のゴルファーとして最初のメジャー大会優勝者になった。世界ゴルフランキング制度が発足した時、最初の世界ランキング1位になった選手でもある。身長173cm、体重73kg。

## 経歴
ランガーはヨーロッパのプロゴルフ界を代表する重鎮として、長年にわたり幅広い尊敬を集めてきた選手の1人である。これまでにヨーロッパツアーで「42勝」を挙げ（米国・欧州ツアーの両方で優勝回数に数えられるマスターズを含む）、うちドイツ国内では「11勝」を挙げている。アメリカ代表チームとヨーロッパ選抜チームによる団体戦「ライダーカップ」の代表に通算10回選ばれ、2004年大会ではヨーロッパ選抜チームのキャプテンを務めて優勝に導いた。国・地域別対抗戦であるワールドカップの代表も複数回務め、1990年と2006年の2度ドイツに優勝をもたらした。

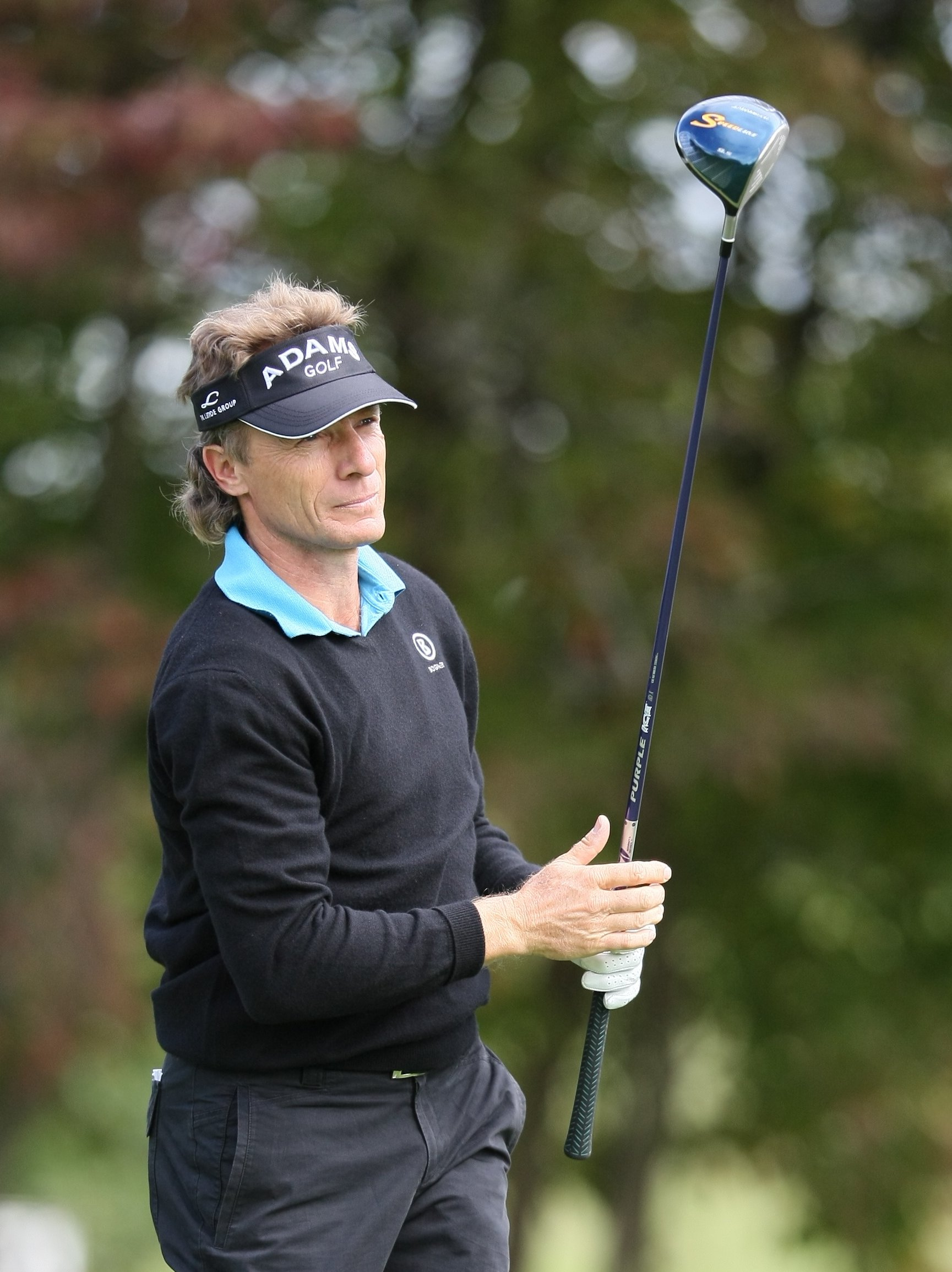
ランガー（2009年）

1976年からヨーロッパ・ゴルフツアーに参戦を開始し、1980年の「ダンロップ・マスターズ」でプロ初優勝を達成。それ以来、ランガーは四半世紀以上にわたり、ヨーロッパで息の長い活躍を続けてきた。1983年に日本のカシオワールドオープンで優勝。1985年のマスターズで初優勝を挙げ、ドイツ人のゴルファーとして最初のメジャー大会優勝者に輝いた。1993年に同大会で8年ぶり2度目の優勝を飾る。93年大会でランガーはスコッティ・キャメロンが削り出しで作製したクラシック1という名のアンサー型パターを使用し、ここからキャメロンのサクセスストーリーが始まったと評する人もいる。現在はヨーロッパツアー名誉会員であり、2002年に世界ゴルフ殿堂入りも果たした。
ワールドゴルフランキングが最初に発足したのは1985年であるが、当時のゴルフランキングは世界各地の賞金ランキングの“お飾り”のような位置づけしかなく、ほとんど効力を持っていなかった。ランガーは初代の「世界ランキング1位」になったが、そのポジションにあったのはわずか3週間のみだった。1999年にメジャー大会や世界ゴルフ選手権の出場資格に「世界ゴルフランキング50位以内」が付加されるまで、現在のような重みはなかったのである。
2007年8月に50歳を迎えたランガーは、アメリカのチャンピオンズツアーに参加し始め、そのシーズン中の10月に1勝した。2008年シーズンはほぼチャンピオンズツアーに専念し、チャールズ・シュワブカップ獲得は逃したが賞金王となった。2014年4月のマスターズでは通算イーブンパー（72-74-73-69）で首位と8打差の8位タイ。さらに、同年7月のウェールズの名門ロイヤルポースコール開催の全英シニアオープンでは23バーディを奪うなどして、唯一人4日間60台で廻り、通算18アンダーパーで優勝したが、2位コリン・モンゴメリーとの差は13打差でシニアのメジャー大会での最多記録であった。2014年はシニアツアーで5勝。2016年5月22日にプロ通算100勝目、同年6月12日に101勝目を挙げた。アメリカのシニアツアー唯一のグランドスラマー。
2022年のティブロンGC開催のチャブ・クラシック（6909ヤード・パー72）で64歳のランガーが3日間首位を堅守し、トータル16アンダー、2位ティム・ペテロビッチ（米国）に3打差で勝利して、最年長優勝記録を更新した。23年の全米シニアオープンで優勝しPGAツアーチャンピオンズ歴代最多勝利記録を更新した
独特のパッティングスタイルで有名。4回イップスになり、技術、道具の変更を重ね、グリップだけでも5、6パターン試したという。
ドイツのスポーツ界は、ほとんどの競技が盛んな中でゴルフだけ選手層が薄く、ファンの人気も他の種目ほど得られない現状がある。ランガーがプロゴルファーになる決心をした時、周囲からは「ドイツでゴルフはやっていけない」と言われたという。ランガーがマスターズに初優勝を飾った1985年は、テニスのボリス・ベッカーがウィンブルドン選手権に「17歳7ヶ月」の史上最年少優勝を挙げた年でもあるが、ドイツのスポーツ・ファンの人気は華やかなベッカーにさらわれ、ゴルフにおけるランガーの快挙はあまり話題にならなかった。現在でもドイツにおけるゴルフ人気は決して高いとは言えないだけに、ランガーはスポーツ界における貴重な存在と言えるだろう。
ランガーのアイドルの一人はベン・ホーガンであり、18年間ホーガン社製のロングアイアンをゴルフバッグに入れてツアー参戦。ゲーリー・プレーヤーもランガーのアイドルであり、ゴルフの盛んでない国出身、身長・体型もほぼ同じで高い戦績を挙げたことから。

## 主なツアー優勝歴

### 欧州ツアー
- 1980年：ダンロップマスターズ
- 1985年：マスターズ、ドイツオープン、ヨーロピアンオープン
- 1993年：マスターズ、ボルボPGA選手権、ドイツオープン

### PGAツアー
- 1985年：マスターズ、シーパインズ・ヘリテージ
- 1993年：マスターズ

### 日本ツアー
- 1983年：カシオワールドオープンゴルフトーナメント

### チャンピオンズツアー
- 2008年：東芝クラシック、ギン選手権、アドミニスタッフ・スモール・ビジネス・クラシック
- 2010年：アリアンツ選手権、アウトバック・ステーキハウス・プロアマ、全英シニアオープン、全米シニアオープン、ボーイング・クラシック
- 2014年：三菱電機選手権、インスペリティー招待、シニア・プレーヤーズ選手権、全英シニアオープン、ディックス・スポーティング・グッズ・オープン
- 2015年：シニア・プレーヤーズ選手権、サンアントニオ選手権
- 2016年：リージョンズ・トラディション、シニア・プレーヤーズ選手権、ボーイング・クラシック
- 2017年：三菱電機選手権、リージョンズ・トラディション、キッチンエイド全米プロシニア選手権、全英シニアオープン、ピュアインシュランス選手権、ドミニオンチャリティークラシック、パワーシェアーズQQQ選手権
- 2018年：インスペリティ招待、SAS選手権
- 2019年：オアシス選手権、全英シニアオープン
- 2023年：全米シニアオープン
- 2024年：チャールズ・シュワブカップ選手権